# La Loterie du bonheur
Pour plus de détails, voir Fiche technique et Distribution.
La Loterie du bonheur est un film français réalisé par Jean Gehret et sorti en 1953

## Synopsis
Les commerçants d'une petite ville de province jurent de se venger de l'épicier du coin, M. Léon. Pour attirer la clientèle, celui-ci a eu idée d'une loterie qui permet de gagner un vélo par semaine. Or, le gagnant n'est jamais du pays et surtout n'apparaît en aucun cas. Pour épargner des ennuis à son père, Pierre rétablit une véritable loterie et un enfant de la ville est le premier gagnant. Soulagé, l'épicier consent au mariage de son fils avec la nièce de la mercière. 

## Fiche technique
- Réalisation : Jean Gehret, assisté de Jean Dewever
- Scénario : Jean Ferry et Anne Ummel
- Dialogues : Anne Ummel
- Photographie : André Thomas
- Son : Robert Teisseire
- Montage : Isabelle Elman
- Musique : Paul Bonneau
- Affiche : Yves Corbassière
- Production :  Films Montmorency
- Pays de production :  France
- Format :  Noir et blanc - 1,33:1 - 35 mm - Son mono
- Genre : Comédie
- Durée : 90 minutes
- Date de sortie:  
  - France : 15 février 1953

## Distribution
- Yves Deniaud : Léon Lucas
- Suzanne Dehelly : Henriette Lucas
- Raymond Bussières : Emile Brun
- Annette Poivre : Yvonne Brun
- Jean-Marc Tennberg : Toto, le balayeur fou
- Daniel Lecourtois : le postier
- Anne Ummel : Simone, la nièce de la mercière et la petite amie de Pierre
- Jean Valmence : Pierre Lucas, le fils de l'épicier et le petit ami de Simone
- Janine Guiraud : Madame Bridoux, la mercière et la tante de Simone
- Nane Germon : Madame Dupuy, qui gagne le vélo
- Betty Hoop : Mademoiselle Josiane, l'artiste
- Georges Bever	L'éternel retardataire
- Rivers Cadet Le boucher
- Jacques Ciron
- Michel Dancourt
- Paul Demange Le fonctionnaire au guichet de la gare ferroviaire
- Grégoire Gromoff Le père de Natacha
- Jane Morlet Madame Hébert
- Nathalie Nerval.Natacha
- Huguette Faget Madame Duru
- Daniel Mendaille Un pilier du bar
- Pierre Palau
- André Besse
- Alex Favier
- Jean Gosselin	Un commerçant
- Dominique Marcas : Une cliente de Léon Lucas
- Simone Guisin : Madame Castan, la crémière

## Autour du film
Au début du film, dans la première scène, on voit l'église de Jouy-en-Josas dans les Yvelines.
Le film est connoté politiquement, l'année 1953 est celle de la naissance du poujadisme, mouvement se voulant le défenseur des petits commerçants et artisans. A l'instar de ce mouvement le film s’élève contre un commerçant multidisciplinaire accusé de pratiquer des méthodes déloyales, même si in fine le consommateur est censé s'y retrouver.